# Kgale Hill

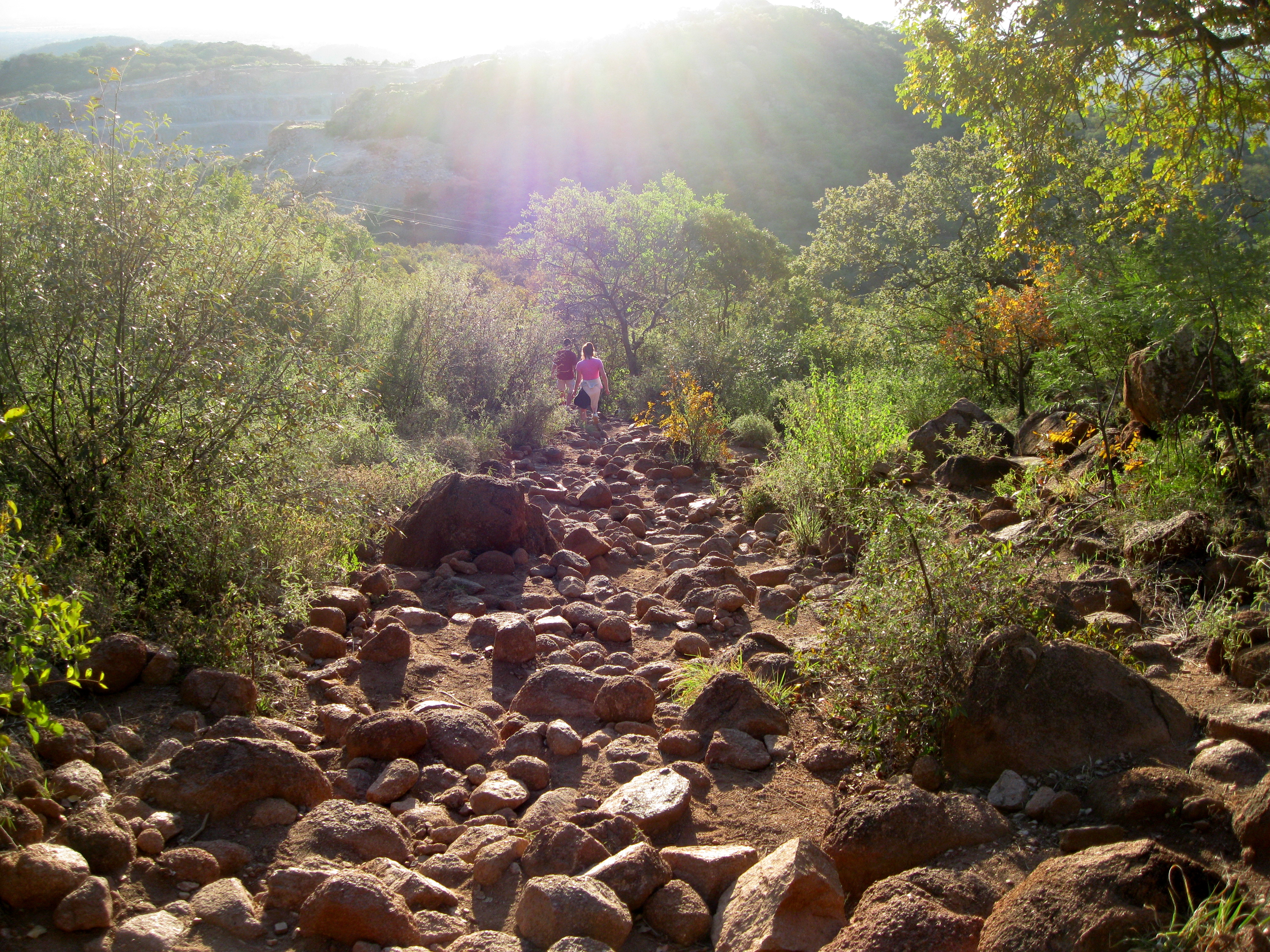
Cesta na Kgale Hill

Kgale Hill (Kgale v překladu ze setswanštiny znamená Místo, které vyschlo) je 1287 metrů vysoký vrchol, který se tyčí nad Gaborone, hlavním městem jihoafrické Botswany. V angličtině se hoře přezdívá také "The Sleeping Giant", tj. "Spící obr". Hora, na které je umístěn opakovač televizního signálu, je turistickým a výletním místem.

## Geografická poloha
Kgale Hill se nachází na jihozápadním okraji městské zástavby botswanské metropole. Je nejsevernějším vrcholem z řetězce tisícovek, který se táhne mezi městy Gaborone a Lobatse a jehož nejvyšším vrcholem na botswanském území je hora Otse (1490 m n. m.). Hora Kgale Hill je vzdušnou čarou vzdálena jen asi 6–6,5 km od botswansko-jihoafrické státní hranice. Podél jihovýchodního okraje hory vede silnice A1 Lobatse Road a železniční trať, která protíná od severu k jihu nejvýchodnější oblasti a sídla Botswany a navazuje na železniční síť Zimbabwe a Jihoafrické republiky. Východně od hory Kgale mezi železniční tratí a státní hranicí se rozprostírá přehradní nádrž Gaborone. Na severozápadním úbočí hory se nachází rozsáhlý kamenolom společnosti Kgale Quarries.

## Kgale Hill ve filmu
Na úpatí Kgale Hill natáčel britský oscarový režisér Anthony Minghella (Anglický pacient) v letech 2006–2007 epizody z televizního seriálu The No. 1 Ladies' Detective Agency podle světově populární stejnojmenné literární série (česky První dámská detektivní kancelář v nakladatelství Argo) skotsko-zimbabwského autora Alexandera McCalla Smithe. Na produkci televizního seriálu o osudech Precious Ramotswe, fiktivní majitelky první detektivní kanceláře v zemi, se podílela částkou pěti miliónů USD také botswanská vláda s cílem podpořit rozvoj turismu a zájem veřejnosti o místní krajinu.